# Dirk Struik
Dirk Struik   (Rotterdam, 30 de setembre de 1894 - Belmont, 21 d'octubre de 2000) va ser un matemàtic i historiador de les matemàtiques neerlandès, resident als Estats Units.

Struik era fill d'un mestre d'escola aficionat a les matemàtiques i a la història. Després de finalitzar els seus estudis secundaris a la Hogere Burgerschool de Rotterdam el 1911 es va matricular a la universitat de Leiden on va rebre la influència de Paul Ehrenfest. Es va graduar el 1916 i l'any següent va ser nomenat professor de l'institut de secundària d'Alkmaar. Al cap de poc temps, Jan Schouten li va proposar de ser el seu assistent a la universitat Tècnica de Delft, cosa que va acceptar per fer recerca en el camps dels tensors. Durant aquests anys d'estudi va desenvolupar les seves creences socialistes i la seva admiració per la revolució soviètica.
El 1922 va defensar la seva tesi doctoral a la universitat de Leiden i l'any següent es va casar amb la també doctora en matemàtiques txeca Ruth Ramler. El cursos 1924 a 1926 va obtenir una beca Rockefeller i la parella va estar estudiant a les universitats de Roma i Göttingen. Una reunió amb Norbert Wiener en aquesta última, va fer que l'invités a ser professor al MIT (Boston, Massachusetts). També va rebre una invitació d'Otto Schmidt per anar a la universitat de Moscou, però la delicada salut de la seva muller, Ruth, els va convencer per anar a Boston, on es va desarrollar tota la seva carrera acadèmica fins que va ser obligat a jubilar-se el 1960.
Durant els primers anys a Boston es va anar interessant cada cop més per la història de les matemàtiques, convençut de que l'aproximació marxista a aquesta disciplina podia ser molt fruitosa. El 1936 va participar en el llançament de la revista marxista Science & Society (que encara es publica actualment). Durant la Segona Guerra Mundial anava els caps de setmana a Washington DC per col·laborar en diferents comités de guerra i d'enllaç amb els Països Baixos i la Unió Soviètica. Malgrat tot, el 1951, durant el maccarthisme, va ser acusat de subversió per un fiscal de districte ambiciós i va ser investigat pel HUAC, negant-se a respondre les seves preguntes. El resultat va ser que va ser suspès de docència al MIT (però no de salari) i que no s'hi va poder tornar a incorporar fins al 1956 quan tots els càrrecs van ser desestimats sense arribar mai a judici.
El MIT li va denegar la sol·licitud de ser professor emèrit després de la seva jubilació forçada. Alguns contactes que va fer en altres universitats americanes van ser infructuosos. Els anys següents va ser professor visitant d'algunes universitats de Puerto Rico, Costa Rica, Mèxic o Utrecht. El 1993 va morir la seva muller als 99 anys i ell va morir l'any 2000 amb 106 anys.
La seva obra en història de les matemàtiques és modèlica: el 1948 va publicar A Concise History of Mathematics, reeditada nombroses vegades i traduïda a molts idiomes, on per primera vegada es relacionava el desenvolupament de la disciplina amb el context social; un llibre molt més accessible que les altres histories escrites només per a professionals i en el que es propaga tant una visió sobre les matemàtiques com una visió sobre la història general. El mateix any també va publicar Yankee Science in the Making en el qual abordava per primera vegada una aproximació a la història de la ciència en els Estats Units.
També es va interessar per la història de la ciència al seu país d'origen i el 1958 va publicar en neerlandès La terra de Stevin i Huygens i va editar les obres escollides de Simon Stevin.